# Carpinus mianningensis
Carpinus mianningensis är en björkväxtart som beskrevs av T.P.Li. Carpinus mianningensis ingår i släktet avenbokar, och familjen björkväxter. Inga underarter finns listade.